# Libereški okraj
Libereški okraj (češko Liberecký kraj) je administrativna enota (okraj) Češke republike. Leži na severu države in meji na severu na Nemčijo in Poljsko, od čeških okrajev pa od zahoda proti vzhodu na Usteški okraj, Osrednječeški okraj in Kralovehraški okraj. Glavno mesto je Liberec, po katerem se okraj tudi imenuje. Skupaj s Pardubiškim in Kralovehraškim okrajem tvori statistično regijo Severovzhodna Češka.
Obsega severne obronke Češke kotline; površje je hribovito in gozdnato, vključuje zahodni del gorovja Krkonoši in vzhodni del Lužiškega gorovja. Glavni gospodarski panogi sta industrija in turizem. S približno 450.000 prebivalci je drugi najmanjši češki okraj.

## Upravna delitev
Libereški okraj se nadalje deli v štiri okrožja (okres).
| Okrožje                 | Prebivalcev (1. 1. 2020) | Površina [km²] | Gostota preb. [/km²] | Št. občin |
| ----------------------- | ------------------------ | -------------- | -------------------- | --------- |
| Česká Lípa (CL)         | 103.300                  | 1.073          | 96                   | 57        |
| Jablonec nad Nisou (JN) | 90.667                   | 439            | 226                  | 35        |
| Liberec (LB)            | 175.626                  | 989            | 178                  | 59        |
| Semily (SM)             | 74.097                   | 662            | 106                  | 64        |
| Skupaj                  | 443.690                  |                |                      |           |